# Jeon Se-jin
Jeon Se-jin (전세진?; Guri, 9 settembre 1999) è un calciatore sudcoreano, attaccante del Jeonbuk Hyundai.

## Caratteristiche tecniche
È un'ala destra.

## Carriera
Cresciuto nel settore giovanile del Suwon Bluewings, ha esordito in prima squadra il 30 gennaio 2018 disputando l'incontro di AFC Champions League vinto 5-1 contro il Thanh Hóa.

## Statistiche
Statistiche aggiornate al 18 maggio 2019.

### Presenze e reti nei club
| Stagione        | Squadra         | Campionato      | Campionato | Campionato | Coppe nazionali | Coppe nazionali | Coppe nazionali | Coppe continentali | Coppe continentali | Coppe continentali | Altre coppe | Altre coppe | Altre coppe | Totale | Totale | Totale |
| Stagione        | Squadra         | Comp            | Pres       | Reti       | Comp            | Pres            | Reti            | Comp               | Pres               | Reti               | Comp        | Pres        | Reti        | Pres   | Reti   |        |
| --------------- | --------------- | --------------- | ---------- | ---------- | --------------- | --------------- | --------------- | ------------------ | ------------------ | ------------------ | ----------- | ----------- | ----------- | ------ | ------ | ------ |
| 2018            | Suwon Bluewings | KL              | 12         | 2          | CC              | 0               | 0               | ACL                | 3                  | 0                  |             | -           | -           | 15     | 2      |        |
| 2019            | Suwon Bluewings | KL              | 9          | 0          | CC              | 0               | 0               |                    | -                  | -                  |             | -           | -           | 9      | 0      |        |
| Totale carriera | Totale carriera | Totale carriera | 21         | 2          |                 | 0               | 0               |                    | 3                  | 0                  |             | -           | -           | 24     | 2      |        |

### Cronologia presenze e reti in nazionale
| Cronologia completa delle presenze e delle reti in nazionale ― Corea del Sud | Cronologia completa delle presenze e delle reti in nazionale ― Corea del Sud | Cronologia completa delle presenze e delle reti in nazionale ― Corea del Sud | Cronologia completa delle presenze e delle reti in nazionale ― Corea del Sud | Cronologia completa delle presenze e delle reti in nazionale ― Corea del Sud | Cronologia completa delle presenze e delle reti in nazionale ― Corea del Sud | Cronologia completa delle presenze e delle reti in nazionale ― Corea del Sud | Cronologia completa delle presenze e delle reti in nazionale ― Corea del Sud |
| Data                                                                         | Città                                                                        | In casa                                                                      | Risultato                                                                    | Ospiti                                                                       | Competizione                                                                 | Reti                                                                         | Note                                                                         |
| ---------------------------------------------------------------------------- | ---------------------------------------------------------------------------- | ---------------------------------------------------------------------------- | ---------------------------------------------------------------------------- | ---------------------------------------------------------------------------- | ---------------------------------------------------------------------------- | ---------------------------------------------------------------------------- | ---------------------------------------------------------------------------- |
| 5-6-2025                                                                     | Bassora                                                                      | Iraq                                                                         | 0 – 2                                                                        | Corea del Sud                                                                | Qual. Mondiali 2026                                                          | -                                                                            | 74’                                                                          |
| 10-6-2025                                                                    | Seul                                                                         | Corea del Sud                                                                | 4 – 0                                                                        | Kuwait                                                                       | Qual. Mondiali 2026                                                          | 1                                                                            | 69’                                                                          |
| Totale                                                                       |                                                                              | Presenze                                                                     | 2                                                                            |                                                                              | Reti                                                                         | 1                                                                            |                                                                              |